# Paranothrotes demawendi
Paranothrotes demawendi är en insektsart som först beskrevs av Willy Adolf Theodor Ramme 1951.  Paranothrotes demawendi ingår i släktet Paranothrotes och familjen Pamphagidae. Inga underarter finns listade i Catalogue of Life.